# 塔尔苏斯陨击坑

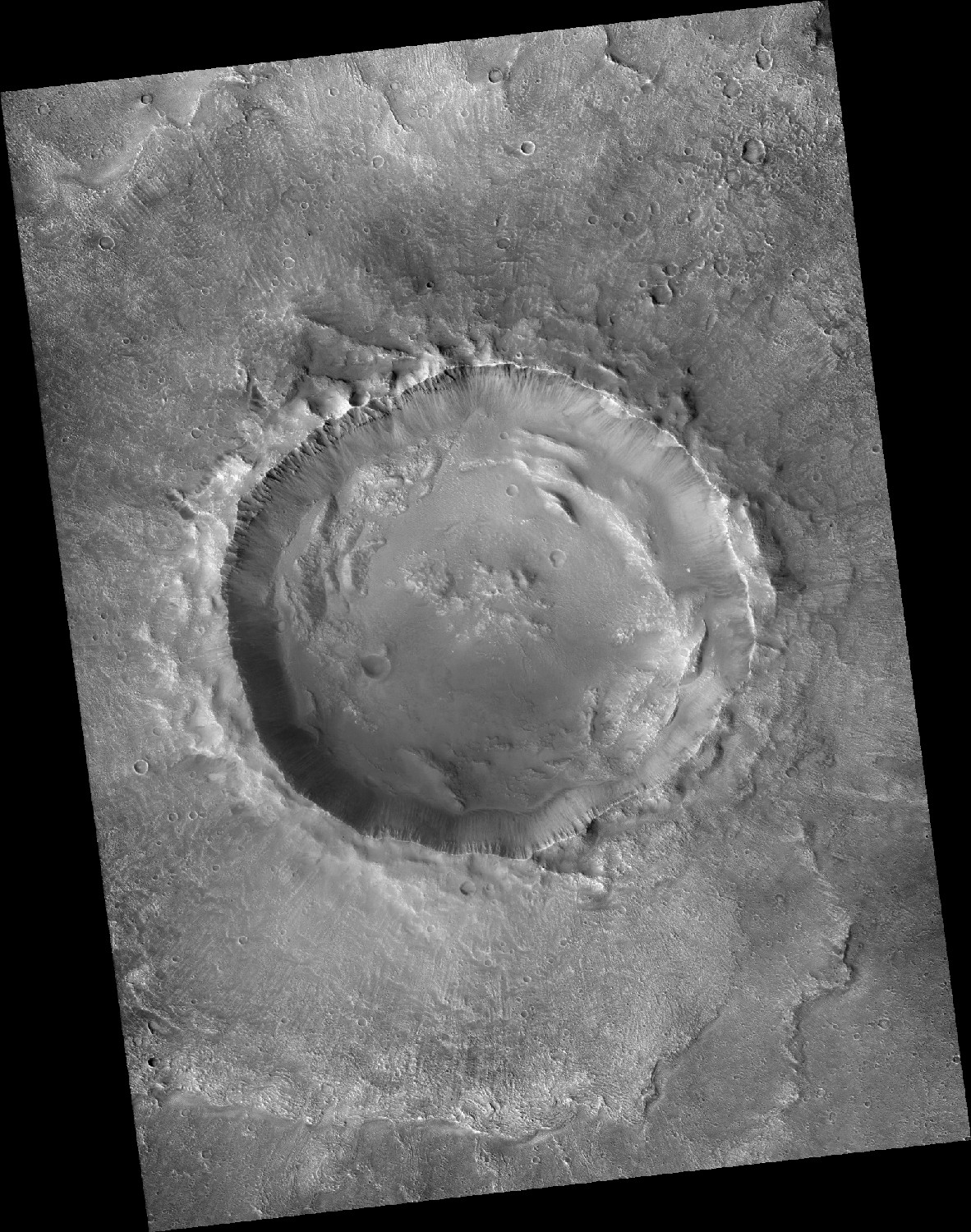
火星勘测轨道飞行器背景相机拍摄的照片。

塔尔苏斯陨击坑（Tarsus）是火星欧克西亚沼区的一座撞击坑，其中心坐标位于北纬23.12度、西经40.26度处，直径18.55公里（11.55英里）。该特征取名自土耳其塔尔苏斯城，1976年被国际天文联合会行星系统命名工作组批准接受。
塔尔苏斯陨击坑坐落在克律塞平原，北面靠近塔斯科陨击坑，东侧则毗邻奈埃尔陨击坑。

## 另请查看
- 火星撞击坑